# Thelypteris noveboracensis
Thelypteris noveboracensis là một loài dương xỉ trong họ Thelypteridaceae. Loài này được L. Nieuwl. mô tả khoa học đầu tiên năm 1910.

## Hình ảnh

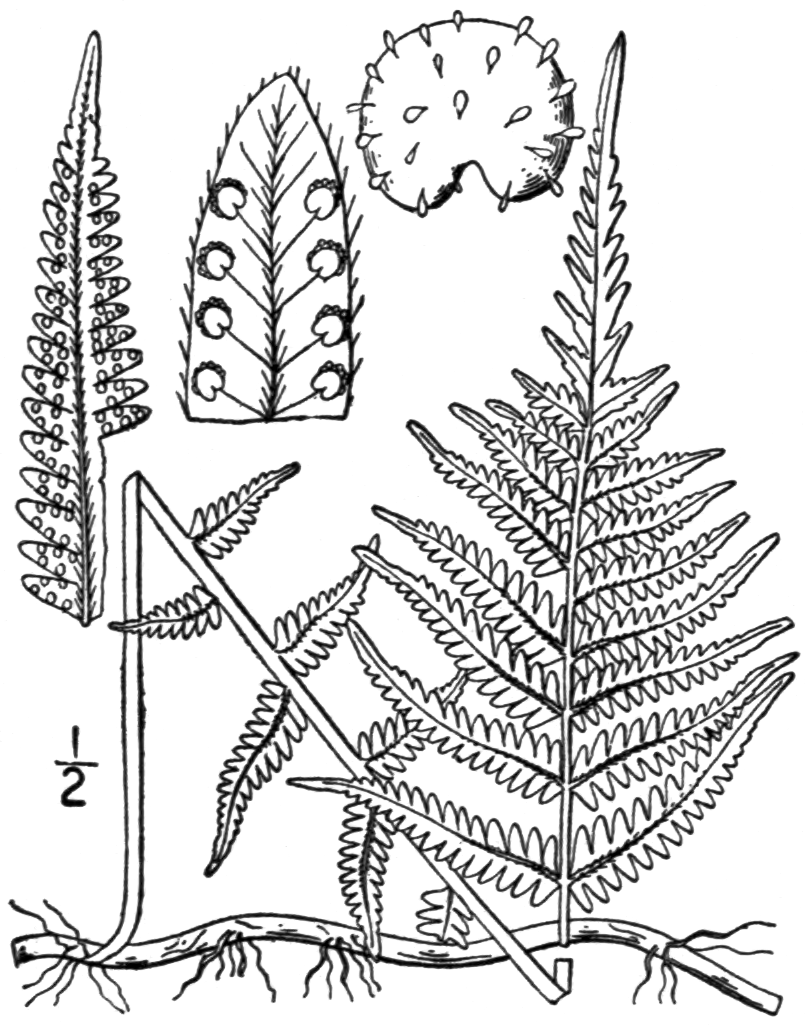